# Thorsten Schmitt
Thorsten Schmitt (Villingen-Schwenningen, 20 settembre 1975) è un ex combinatista nordico tedesco.
È fratello del saltatore con gli sci Martin, a sua volta sciatore nordico di alto livello.

## Biografia
Cresciuto a Tannheim, nella Foresta Nera, ha iniziato a praticare sci di fondo e salto con gli sci sin da bambino, presto seguito dal fratello minore Martin, poi specializzatosi nel salto.
Thorsten Schmitt ha esordito a livello internazionale nel 1997, disputando a Taivalkoski, in Finlandia, un'individuale di Coppa del Mondo B chiusa al 3º posto. In Coppa del Mondo ha debuttato il 18 gennaio 1998 a Chaux-Neuve, in Francia (12° in un'individuale) e ha conquistato il primo podio il 14 gennaio 2004 a Oberstdorf, in Germania (2° in una gara a squadre).
Ha partecipato ai XVII Giochi olimpici invernali di Nagano 1998, in Giappone, arrivando sesto nella gara a squadre, ma pochi mesi dopo ha dovuto interrompere l'attività agonistica per un tumore ai testicoli. Rientrato alle competizioni nel 2000, ha in seguito vinto la medaglia d'argento nella gara a squadre ai Mondiali della Val di Fiemme, in Italia, del 2003.

## Palmarès

### Mondiali
- 1 medaglia:
  - 1 argento (gara a squadre a Val di Fiemme 2003)

### Coppa del Mondo
- Miglior piazzamento in classifica generale: 18º nel 2006
- 3 podi:
  - 3 secondi posti